# Hwang (nom de famille)
Pour les articles homonymes, voir Hwang.
Cette page présente le nom de famille Hwang ainsi que ses variantes.
Hwang ou Whang (ou dans certains cas, Whong) est un nom de famille coréen. Aujourd'hui, les Hwang représentent environ 1,4 % de la population coréenne. Le recensement sud-coréen de l'année 2000 a révélé qu'il y avait 644 294 Hwang avec plus de 68 bon-gwan (clans familiaux), ce qui en fait le 16e nom de famille le plus répandu dans le pays. En somme, on estime que plus de 29 410 000 personnes portent des noms de famille qui sont des variantes du nom de famille Huang, y compris le nom de famille Hwang de Corée et le nom de famille Hoang du Vietnam dans le monde. Le caractère chinois, ou Hanja, pour Hwang indique la couleur « jaune » ou signifie aussi « royaume de Huang ».

## Bon-gwan
Dans le système des clans traditionnels coréens, qui reste la base du système d'enregistrement des familles en Corée du Sud, chaque clan se distingue par son bon-gwan (본관, 本貫). Chaque bon-gwan en Corée provient d'une colonie ancestrale de clan, qui peut être expliquée comme la maison traditionnelle du premier ancêtre masculin du clan. Habituellement en Corée, un nom de famille couvre de nombreux comtés de bon-gwan, de sorte que le nom de famille devient un nom commun lié à de nombreux clans. Par conséquent, les personnes d'origine coréenne peuvent ne pas être apparentées même si leurs noms de famille sont les mêmes, selon leur clan ou leur bon-gwan. En langue coréenne, le bon-gwan est exprimé avant le nom de famille lorsque cela est nécessaire et implique souvent le premier établissement du géniteur de la famille comme nom du bon-gwan. Le nom de famille est appelé Ssi (씨-氏) en coréen. Cela arrange chaque nom de clan de famille coréenne de suivre le bon-gwan ssi, ou en d'autres termes, clan familial - nom de famille.

## Histoire
Le nom de famille coréen Hwang provient d'un ambassadeur diplomatique chinois de la dynastie Han au Vietnam, nommé Hwang Rak (황락, 黃洛). Hwang Rak est enregistré en 28 apr. J.-C. comme s'étant perdu en mer lors d'un voyage de la Chine au Vietnam, et à la place étant arrivé en Corée pendant la dynastie Silla. Hwang Rak est arrivé à un endroit en Corée appelé Pyeong-Hae (평해, 平海), situé dans la province orientale de Gyeongsang-Bukdo, comme on l'appelle actuellement en Corée du Sud. Après s'être installé à Pyeong-Hae, Hwang Rak s'est naturalisé en tant que citoyen de Silla et est devenu le premier ancêtre du nom de famille Hwang (황) en Corée. Sa tombe est située à Gulmi-Bong (봉, 峰, sommet), 423-8 Bunji, Wolsong-Ri, Pyeonghae-Eub, Woljin-Kun, Kyeongsang-Bukdo, en république de Corée, mais seul l'autel de la tombe reste comme marqueur.
Avant sa mort, Hwang-Rak avait trois fils nommés Gab-Go (갑고, 甲古), Eul-Go (을고, 乙古) et Byung-Go (丙古), de l'aîné au plus jeune. Gab-Go, le fils aîné, est enregistré comme étant resté à Pyeong-Hae, continuant la principale lignée familiale à Pyeong-Hae. On dit que le deuxième fils, Eul-Go, s'est enfui de chez lui vers l'ouest et s'est finalement installé à Jang-Su, devenant le premier ancêtre du clan Jang-Su Hwang. Le troisième et plus jeune fils, Byung-Go, se serait installé à Chang-Won, c'est lui qui devient le premier ancêtre du clan de la famille Chang-Won Hwang. Ces migrations de deux fils ont abouti à trois grands Bon-gwan créés sous le nom de famille Hwang.

## Clans notables
- Clan Changwon Hwang - 252 814 membres.
- Clan Jangsu Hwang - 146 575 membres.
- Clan Pyeonghae Hwang - 137 150 membres.
- Clan Hoideok Hwang - 7 393 membres.
- Clan Sangju Hwang - 7 031 membres.
- Clan Deoksan Hwang - 3 364 membres.
- Clan Jaeahn Hwang - 2 752 membres.
- Clan de Hangjoo Hwang - 402 membres.

L'entièreté des chiffres résultent du recensement sud-coréen de 2000.
À ce jour, les trois principales branches de la famille Hwang sont le Chang-Won (창원황씨, 昌原黃氏), Jang-Su (장수황씨, 張水黃氏), et le clan Pyeonghae (평해황씨, 平海黃氏), avec le plus grand nombre de membres des 55 clans Hwang.

## Personnes notables
- Hwang Chan-sung, chanteur et acteur sud-coréen, membre du boys band 2PM ;
- Hwang Dae-heon, patineur de vitesse sud-coréen sur courte piste ;
- Dennis Hwang, graphiste sud-coréen d'origine américaine ;
- Hwang Dong-hyeok, réalisateur, scénariste et producteur sud-coréen ;
- Hwang Eun-bi (nom de scène SinB), chanteuse sud-coréenne, ancienne membre d'un groupe de filles GFriend ;
- Hwang Hee-chan, joueur de football sud-coréen ;
- Hwang In-beom, joueur de football sud-coréen ;
- Hwang In-yeop, acteur, mannequin et chanteur sud-coréen ;
- Hwang Jang-lee, artiste martial et acteur de cinéma coréen d'origine japonaise ;
- Hwang Jang-yop - ancien homme politique nord-coréen et transfuge nord-Coréen vers la Corée du Sud ;
- Hwang Jini, légendaire kisaeng de la dynastie Joseon ;
- Hwang Jung-eum, actrice et chanteuse sud-coréenne ;
- Hwang Jung-eun - Écrivain et podcasteur sud-coréen ;
- Jun-Muk Hwang, mathématicien sud-coréen ;
- Hwang Kyo-ahn, homme politique et procureur sud-coréen, 40e premier ministre de la Corée du Sud ;
- Hwang Sok-yong, auteur sud-coréen ;
- Hwang Sun-hong, joueur de football sud-coréen ;
- Hwang Sun-won, auteur sud-coréen et figure déterminante de la Littérature coréenne moderne ;
- Tiffany Hwang, auteure-compositrice-interprète américano-coréenne, membre d'un groupe de filles Girls' Generation ;
- Hwang Ui-jo, joueur de football sud-coréen ;
- Hwang Woo-Suk, scientifique biomédical sud-coréen discrédité ;
- Hwang Young-Cho, athlète sud-coréen.

### Personnages de fiction
- Hwang Seong-gyeong, personnage de jeu vidéo récurrent qui est apparu pour la première fois dans Soul Edge.